# Casalduni
Casalduni – miejscowość i gmina we Włoszech, w regionie Kampania, w prowincji Benewent.
Według danych na I 2009 gminę zamieszkiwały 1493 osoby przy gęstości zaludnienia 64,4 os./1 km².